# Kušva
Kušva (rus. Кушва) je grad u Rusiji, na Uralu, blizu Ekaterinburga.

## Povijest
Izvorno je bio rudarski gradić, osnovan 1735. godine na planini Blagodat, za istraživanje naslaga željezne rude. Dosegao je gradski status 1926. i promijenio je ime od dotadašnjeg Kušvinski Zavod (doslovno: Kušvinski pogon) u današnji naziv.

## Gospodarstvo
Grad danas stagnira, a broj stanovnika mu opada, jer je veći dio nekadašnje industrije utemeljene na rudarstvu zatvoren.

## Zanimljivosti
Kao zanimljivost, krater na Marsu je imenovan u čast ovom gradu.